# Hodeburg
Die Hodeburg (auch: Hohenburg, Hohe Burg oder Burg Westdorf) ist eine verschwundene mittelalterliche Burganlage, etwa 2 km südsüdwestlich des Ascherslebener Ortsteils Westdorf in Sachsen-Anhalt. Von dieser Burg sind heute keine oberirdischen Mauerreste auffindbar.

## Lage
Die Burg befindet sich auf einem Hügel mit westlich vorgelagertem Vorburgbereich über den steilen Hängen des Einetales. Die Südseite des Vorburgbereiches lässt Reste eines Walles erkennen. Nördlich war der Burg- bzw. Vorburgbereich durch Steilhänge sicher gelegen.

## Frühzeit
Das Gelände des mehrperiodigen archäologischen Fundplatzes mit dem historischen Namen Hodeburg war wohl schon vor der frühen Eisenzeit kontinuierlich über mehrere Jahrhunderte hin besiedelt gewesen. Dies wird durch den Fund eines aufwendig errichteten Steinkellers aus der Eisenzeit belegt, welcher verdeutlicht, dass es sich auch schon zu dieser Zeit nicht um eine „gewöhnliche“ Siedlungsstelle handelte. Auch die Grablegen von Pferdeskeletten lassen auf prunkvoll inszenierte Begräbnisrituale schließen.

## Beschreibung
Nach Ergebnissen des Burgenforschers Hermann Wäscher lässt sich der Grundriss der mittelalterlichen Hodeburg in etwa wie folgt feststellen: Die ursprünglich mächtige Burg mit einer Fläche von ca. 160 mal 240 Metern wurde auf einem künstlichen Burghügel, eventuell auf einer früheren eisenzeitlichen Burganlage auf einem Geländesporn, errichtet.
Sie war nach Südwesten durch einen 15 Meter breiten Graben geschützt. Sie verfügte über eine Burgschildmauer mit einem vorgelagerten 8 mal 8 Meter großen Turm im Nordosten sowie einen Wohnturm im Südwesten. Der quadratische Bergfried befand sich im Südosten der Burg.
Unterhalb der Burganlage befand sich im 13. Jahrhundert eine Siedlung mit unterkellerten Gebäuden, die im August 2022 von Archäologen des Landesamts für Denkmalpflege und Archäologie Sachsen-Anhalt auf der Fläche für die künftige Ortsumfahrung Aschersleben/Süd-Quenstedt im Zuge von Arbeiten zwischen Westdorf und Welbsleben freigelegt wurden. Weitere Funde sprechen für ein mittelalterliches Alltagsleben am Fuße der Burgmauern.
In der Liste der Bodendenkmale in Aschersleben ist die Burg unter der Denkmal-ID 428300380 verzeichnet.

## Geschichtliche Erwähnung 1216
Truppen des Kaisers Otto IV. aus dem Hause der Welfen nahmen 1216 den Erzbischof Albrecht von Magdeburg gefangen (nachdem dieser zur Partei des Staufers Friedrich II. gewechselt hatte) und hielten ihn auf der Hodeburg fest. Die Burgmannen der erzbischöflichen Burg Freckleben konnten Albrecht, mit Unterstützung durch den Grafen von Mansfeld und den erzbischöflichen Ritter von Seeburg, jedoch bald wieder befreien.

## Besitzer
Das Adelsgeschlecht derer von Stammern, welche neben vielen anderen Orten auch in Westdorf selbst besitzlich waren (vgl. Stammerscher Gutshof ebendort), stellte die Besitzer der Burg (und des übrigen Ortes Westdorf) im Spätmittelalter. So waren die Herren von Stammern vermutlich bis in die Neuzeit hinein die Burgherren der Hodeburg. Anhand von Epitaphen in der Westdorfer Sankt-Georg-Kirche ist die Familie von Stammern bis zum Jahr 1754 nachweisbar.